# ميناس
ميناس قرية سوريّة تتبع إداريّاً لمحافظة حلب منطقة عين العرب ناحية مركز عين العرب، بلغ تعداد سكانها 680 نسمة حسب التعداد السكاني لعام 2004.